# Forza Customs
Forza Customs è un videogioco gratuito per dispositivi mobili sviluppato e pubblicato da Hutch Games in collaborazione con Turn 10 Studios, noto per la serie Forza Motorsport. Il gioco è stato lanciato a livello mondiale il 17 ottobre 2023 su dispositivi iOS e Android. Si tratta di uno spin-off della serie Forza, focalizzato sulla personalizzazione di automobili attraverso meccaniche di puzzle match-3, piuttosto che sulle corse tradizionali. È stato rimosso dagli store digitali il 10 marzo 2025.

## Modalità di gioco
In Forza Customs i giocatori risolvono puzzle match-3 per guadagnare risorse necessarie alla personalizzazione e al restauro di automobili. Il gioco presenta veicoli reali di marchi come Porsche, Ford e Volkswagen, che possono essere modificati in dettaglio. È inclusa una modalità fotografica per condividere le creazioni con la comunità. Il gameplay è pensato per un'esperienza casual, combinando elementi di puzzle con la simulazione di tuning automobilistico.

## Sviluppo e pubblicazione
Il gioco è stato sviluppato da Hutch Games utilizzando il motore Unity e pubblicato in collaborazione con Turn 10 Studios. È stato annunciato come parte di una partnership per portare l'esperienza di personalizzazione automobilistica della serie Forza su dispositivi mobili. Il lancio ufficiale è avvenuto il 17 ottobre 2023.

## Chiusura del gioco
Il 27 febbraio 2025 Hutch Games ha annunciato la chiusura di Forza Customs, con la rimozione dagli store digitali prevista per il 10 marzo 2025. Dopo questa data non è stato più possibile effettuare acquisti in-app e il gioco non ha ricevuto ulteriori aggiornamenti. I giocatori che avevano già installato il gioco potevano continuare a giocare, ma senza supporto futuro. Tutti i canali social associati al gioco sono stati chiusi il 13 marzo 2025.

## Accoglienza
Il gioco ha ricevuto recensioni miste da parte della critica. Alcuni hanno apprezzato l'originalità dell'approccio alla personalizzazione automobilistica, mentre altri hanno criticato la presenza di microtransazioni costose e la mancanza di elementi di corsa tradizionali.